# Alexander Iwanowitsch Klimow
Alexander Iwanowitsch Klimow (russisch Александр Иванович Климов, wiss. Transliteration Aleksandr Ivanovič Klimov; * 12. August 1965 in Smolensk) ist ein ehemaliger sowjetischer Eisschnellläufer.

## Werdegang
Klimow, der für den Spartak Smolensk startete, wurde im Jahr 1992 russischer Meister über 1000 m und trat international erstmals bei den Juniorenweltmeisterschaften 1984 in Assen in Erscheinung, wo er die Silbermedaille im Kleinen Vierkampf gewinnen konnte. In den folgenden Jahren kam er bei seiner ersten Teilnahme an Olympischen Winterspielen im Februar 1988 in Calgary auf den sechsten Platz über 1500 m und bei der Sprintweltmeisterschaft 1990 in Tromsø auf den sechsten Rang. In der Saison 1990/91 nahm er am Eisschnelllauf-Weltcup teil und erreichte mit fünf Top-Zehn-Platzierungen, darunter Platz drei über 1000 m in Karuizawa, den vierten Platz in der Gesamtwertung über 1000 m. Letztmals international startete er bei den Olympischen Winterspielen 1992 in Albertville, wo er den 31. Platz über 1500 m und den 13. Platz über 1000 m errang.

## Erfolge

### Olympische Spiele
- 1988 Calgary: 6. Platz 1500 m
- 1992 Albertville: 13. Platz 1000 m, 31. Platz 1500 m

### Sprint-Weltmeisterschaften
- 1990 Tromsø: 6. Platz Sprint-Mehrkampf

## Persönliche Bestleistungen
| Disziplin | Zeit        | Datum             | Ort     |
| --------- | ----------- | ----------------- | ------- |
| 500 m     | 37,18 s     | 26. Dezember 1988 | Almaty  |
| 1000 m    | 1:13,06 min | 18. Januar 1992   | Almaty  |
| 1500 m    | 1:52,97 min | 13. Februar 1988  | Calgary |
| 3000 m    | 4:07,95 min | 23. März 1983     | Almaty  |
| 5000 m    | 7:16,63 min | 24. Dezember 1982 | Almaty  |